# 芦野池沼群県立自然公園
芦野池沼群県立自然公園（あしのちしょうぐんけんりつしぜんこうえん）は、青森県五所川原市と北津軽郡中泊町にある青森県立の自然公園。

## 概要
芦野公園周辺は屏風山権現崎県立自然公園（1958年に県立公園設置、1961年に県立自然公園に移行）に含まれていた。しかし、1975年（昭和50年）3月1日にこの県立自然公園の大部分が津軽国定公園に編入された際には除外された。そのため県立公園の存続運動が展開され、改めて「芦野池沼群県立自然公園」として県立公園に指定されることになった。1983年（昭和58年）区域の変更 により、あわせて612haが指定された。

## 施設
- 大沢内溜池 -
- 藤枝ため池 - 愛称芦野湖 - ため池百選
  - 芦野夢の浮橋
  - 芦野公園 - 日本さくら名所100選
    - 太宰治像
    - 津軽三味線発祥地の碑

  - オートキャンプ場
  - 芦野公園駅 - 東北の駅百選
- 芦野児童動物園

ウサギ、ヒグマ

## 周辺
- 太宰治記念館 「斜陽館」